# Queen Records (Ohio)
Queen Records war ein kurzlebiges, im Jahre 1945 von Syd Nathan gegründetes Independent-Label, das als Tochter-Label von King Records die US-amerikanische Rhythm & Bluesmusik- und Gospel-Sparte übernommen hatte.

## Geschichte

### Gründungsphase

Bull Moose Jackson - Honey Dripper

Queen Records wurde im August 1945 durch Nathan in der „Queen City“ Cincinnati, Ohio, als Tochterlabel der genau ein Jahr zuvor entstandenen King Records gegründet. Die ersten Plattenaufnahmen entstanden für Queen jedoch bereits ein Jahr früher am 1. Juli 1944, als das Chubby Jackson-Sextett insgesamt vier Titel einspielte. Vermutlich waren sie jedoch für den Katalog von King Records geplant und dann an Queen übertragen worden.
Als Produzent holte Nathan den im Lucky-Millinder-Orchester als Trompeter spielenden Henry Glover. Einen ersten Erfolg als Produzent feierte Glover mit Benjamin „Bull Moose“ Jackson. Als erste Platte des neu gegründeten Tochterlabels Queen wurde die Coverversion von Joe Liggins’ Honey Dripper / Hold Him Joe (Queen #4100) im August 1945 veröffentlicht, allerdings noch ohne Chartnotiz, weil das Original und drei weitere in den Jahren 1945 und 1946 erschienene Fassungen der erneuten Coverversion keine Erfolgs-Chance ließen. Produzent Glover konnte erreichen, dass für Jackson einige Leute aus Lucky Millinders Band bei der Aufnahme aushalfen. Dann erst erschienen die auf zwei Singles verteilten Titel des Chubby Jackson-Sextetts, ebenfalls ohne Resonanz.

### Erfolge
Aber bereits Bull Moose Jacksons I Know Who Threw The Whiskey In The Well, aufgenommen am 19. Dezember 1945 in New York City und veröffentlicht im Februar 1946 (Queen #4116), konnte bis auf Platz vier der eigenständigen Rhythm-&-Blues-Hitparade vordringen. Es sollte der hitparadenmäßig erfolgreichste Titel des Queen-Labels bleiben. Mit der Besetzung Harold „Money“ Johnson (Trompete), Bernie Peacock (Altsaxophon), Clarence "Bullmoose" Jackson und Sam „The Man“ Taylor (Tenorsaxophon), „Sir“ Charles Thompson (Klavier), Bernard Mackey (Gitarre), Beverly Peer (Bass) und Dave „Panama“ Francis (Schlagzeug) entstanden in dieser Session zwei weitere Songs in New York, von denen der Slow-Blues Bull Moose Jackson Blues mit We Ain't Got Nothin' But the Blues als Single gepaart wurde und als Queen #4102 noch im selben Monat unter dem Bandnamen Bull Moose Jackson And His Buffalo Bearcats erneut ohne Hitparadenresonanz erschien. Insgesamt blieben danach acht Aufnahmen unveröffentlicht.

Bull Moose Jackson - Going Back to Cleveland Ohio

Glover sah erst in I Love You, Yes I Do / Sneaky Pete, die im Oktober 1947 veröffentlicht wurden, ausreichendes Hitpotenzial. Sein Gespür gab ihm Recht, denn die Blues-Ballade erreichte am 21. Februar 1948 für drei Wochen die Topposition der R&B-Charts und entwickelte sich, nicht wie John Hartley Fox schreibt, zum ersten R&B-Millionenseller, sondern zum zweiten, denn Joe Liggins’ Honeydripper war der erste R&B-Millionenseller aller Zeiten. Da die Urheberrechte bereits von einem anderen Musikverlag verwaltet wurden, musste Labelchef Nathan Schadensersatz an Decca Records zahlen. Jackson brachte mit acht Singles konstant Platten bei Queen heraus, seine letzte Single hier war Going Back to Cleveland Ohio, die im Juli 1947 erschien. Dann wechselte er zum Mutterlabel King Records.
Anfang 1947 erwarb Queen Records 20 Masteraufnahmen vom Label Southern Records und einige Titel von Earl Bostic, die dieser für Gotham Records eingespielt hatte. Dieser Altsaxophonist Bostic war es auch, dessen bereits im Juli 1946 aufgenommene Single That’s the Groovy Thing Pt. 1 & 2 als Queen #4174 als letzte Platte des kurzlebigen Labels im August 1947 erschien.

### Schließung
Am 21. August 1947 wurde Queen Records nach nur zweijähriger Tätigkeit eingestellt, und sein Katalog von 75 Platten in der Bandbreite von Slim Gaillard (Slim & Slam), Annisteen Allen, Tab Smith, Deacon Lem Johnson (Walkin’ the Boogie) und etablierten Gospel-Interpreten wie The Southern Harps, Wings Over Jordan und The Harmoneers wurde zu King Records übertragen („King Race Series“). Auch Jacksons I Love You, Yes I Do war bereits im Katalog von King Records unter #4181 erschienen. Die Fusion mit King Records fand offiziell am 1. September 1947 statt, Henry Glover übernahm nunmehr eine äußerst erfolgreiche Produzententätigkeit beim Mutterlabel King Records.